# McDonnell F3H Demon
McDonnell F3H Demon byl palubní proudový stíhací letoun amerického námořnictva. Byl nástupcem typu McDonnell F2H Banshee. Původně byl navržen pro motor Westinghouse J40, ale musel být přepracován, aby umožnil montáž motoru Allison J71 poté, co J40 utrpěl vážné problémy a jeho vývoj byl nakonec zrušen. Ačkoli postrádal dostatečný výkon pro nadzvukový let, doplnil denní stíhací letouny Vought F8U Crusader a Grumman F11F Tiger jako přepadový stíhací letoun pro každé počasí vyzbrojený raketami, a to až do roku 1964.
Ze služby byl stažen dříve, než mohl sloužit ve Vietnamu a spolu s letouny Crusader byl na palubě lodí třídy Forrestal a podobných nahrazen typem McDonnell Douglas F-4 Phantom II. Phantom, který byl stejně schopen stíhacích, bombardovacích i bitevních úkolů, nesl silnou podobnost, protože byl koncipován jako pokročilý vývoj letounu F3H Demon. Nadzvukový letoun F-101 Voodoo amerického letectva měl podobné uspořádání, ale byl odvozen z dřívějšího typu XF-88 Voodoo, který také stroj F3H Demon ovlivnil.
V americkém námořnictvu byl používán v letech 1956–1964.

## Vývoj

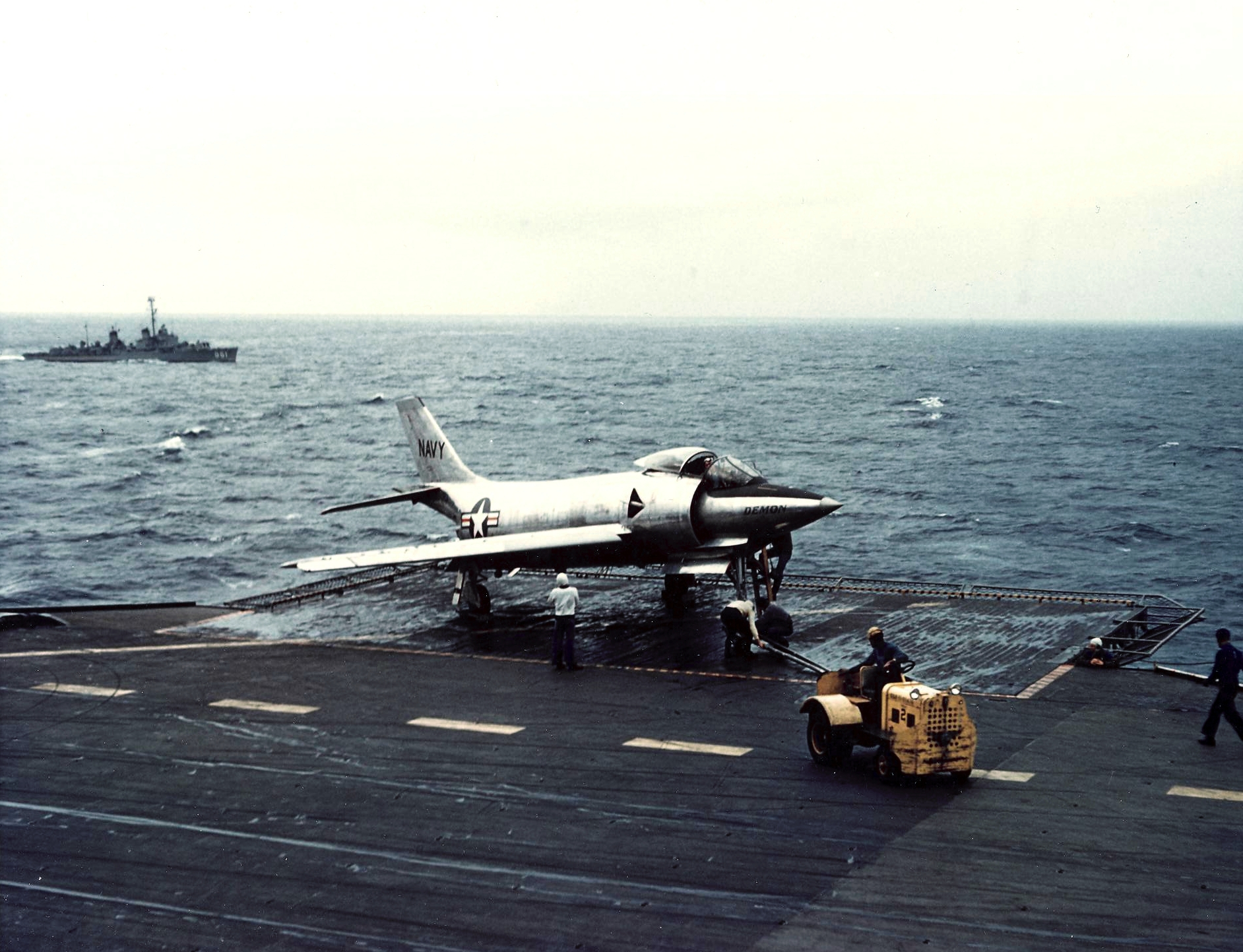
Prototyp XF3H-1 při zkouškách na palubě letadlové lodě USS Coral Sea (CV-43) v roce 1953.

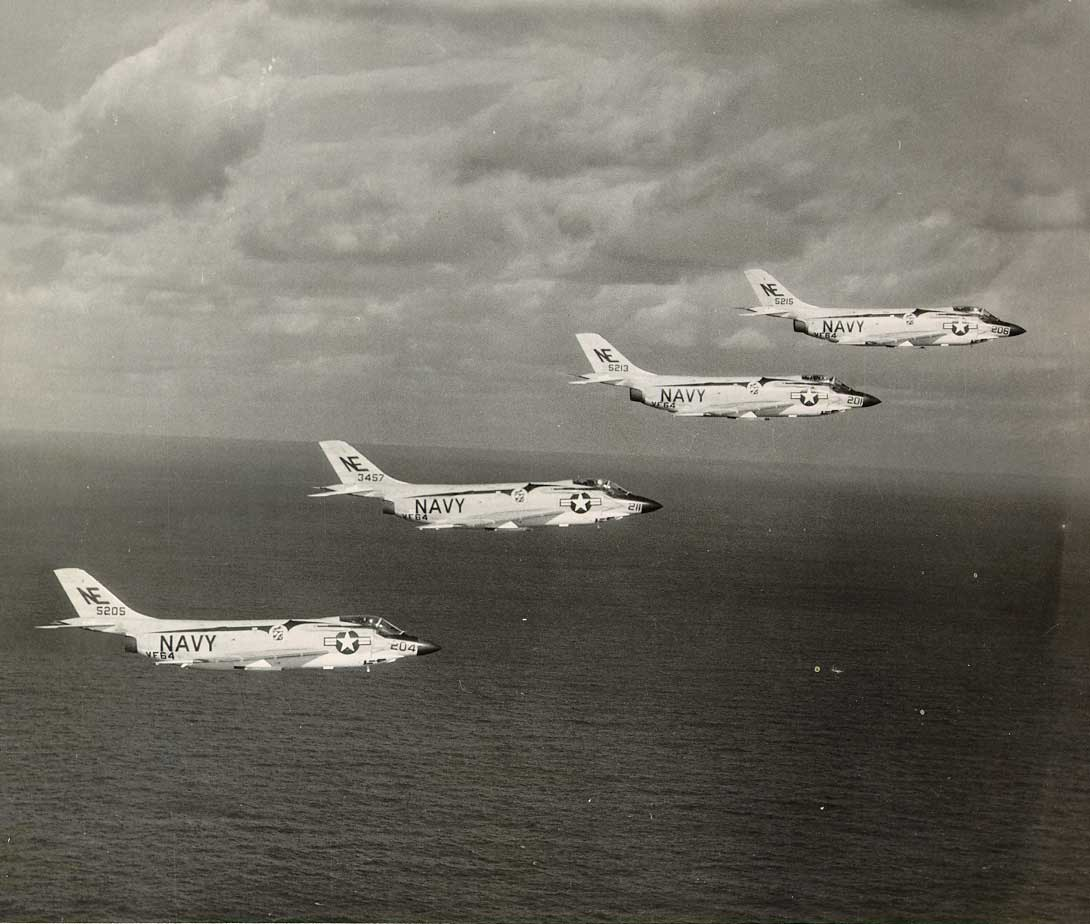
Čtveřice F3H-2 Demon squadrony VF-64 Free Lancers v roce 1958 či 1959.

Vývoj F3H začal v roce 1949. Letoun byl konstruován jako jednomotorový, poháněný motorem Westinghouse J40, který měl dosahovat tahu až 49 kN, což byl trojnásobek tahu jednoho z motorů F2H Banshee. Byl to první projekt letounu s šípovým křídlem, na kterém firma McDonnell pracovala a také první letoun US Navy, vybavený řízenými střelami.
První prototyp XF3H-1 (sér. č. 125444) poprvé vzlétl 7. srpen 1951 z letiště Lambert Field, za jehož řízení usedl testovací pilot Robert Edholm. Prototyp byl poháněn motorem Westinghouse J40-WE-6 bez přídavného spalování. Problémy s touto pohonnou jednotkou vedly ihned po úvodním letu k přemístění zkoušek do méně zalidněné lokality Pratt ve státě Kansas. Zde proběhl další let 14. srpna. Do konce roku 1951 se s prvním prototypem provedlo 40 letů s náletem 37 hodin.
Počátkem ledna 1952 vzlétl druhý prototyp XF3H-1 (125445). Po roce od zahájení letových zkoušek dodala společnost Westinghouse původně plánované motory J40-WE-8 s přídavným spalováním, které byly ihned instalovány do obou prototypů. První lety s takto upravenými stroji proběhly během ledna 1953. V průběhu října zahájily XF3H-1 palubní ověřovací zkoušky na lodi USS Coral Sea (CV-43). První prototyp byl 18. března 1954 zničen havárií po explozi palivové soustavy, druhý od té doby uzemnili a přestal létat.
Dne 24. prosince 1953 vzlétl první sériový exemplář přepadové varianty pro každé počasí F3H-1N Demon. Hlavním problémem byl v té době motor, který měl jen poloviční tah než se čekalo a navíc byl velice nespolehlivý. Z prvních 56 letounů F3H-1N (133489 až 133544), které měly motor J40-WE-10, nebo -22, bylo do léta 1955 šest ztraceno při haváriích. Všechny kusy s tímto pohonem měly od té doby zakázané lety a pro letoun se hledala náhradní pohonná jednotka. Plánovaná průzkumná varianta F3H-1P nebyla nikdy realizována.
Jako nejlepší náhradní motor se ukázal být proudový motor Allison J71-A-2E s maximálním tahem na režimu přídavného spalování 63,33 kN, který poháněl například palubní bombardér Douglas B-66 Destroyer. První nové kusy F3H s tímto motorem byly značeny F3H-2 a jako prototypy posloužily přestavěné původní F3H-1N čísel 133519 a 133521 (ten v roce 1955 přelétl k firmě Allison jako létající zkušebna). Ze strojů 133520 a 133522 pak vznikly prototypy F3H-2N pro každé počasí. Tento motor ovšem měl větší rozměry, než původní J40 a proto musel McDonnell zvětšit křídlo a přepracovat trup letounu. Výkon J71 byl ale v operační službě nedostatečný pro letoun velikosti F3H a motor také trápily některé technické nedostatky. První Demon ještě s prototypovým motorem YJ71 byl dokončen v listopadu 1954 jako pokusný F3H-1N NPE. 11. ledna 1955 pak vzlétl prototyp XF3H-2N (133520), který byl již 23. ledna zničen při havárii.
Dalším problémem bylo nalézt pro pilota letounu vhodné vystřelovací sedadlo. První modely byly shledány nevhodnými a byly nakonec nahrazeny novým vystřelovacím sedadlem firmy Martin-Baker, které se díky svým lepším výkonům v nízkých výškách a větší spolehlivosti, staly standardními v celé US Navy.
V průběhu roku 1955 se produkce sériových F3H-2N začala rozbíhat a započaly letové zkoušky. K první havárii sériového letounu došlo již 10. června (133549), pilot se zachránil na padáku. V září začaly komplexní zkoušky, včetně kvalifikačních palubních na lodi USS Ticonderoga se sériovým F3H-2N. V lednu 1956 byly na základně NATC Patuxent River zahájeny zkoušky, předcházející zařazení typu do výzbroje. Šest nových F3H-2N testovali tři zkušební piloti z Naval Air Test Center spolu s vybranými letci námořních jednotek VX-3, VC-3 a VF-14. Přes všechny uvedené potíže objednalo námořnictvo sérii 239 kusů F3H-2, které byly dodávány od března 1956. Od září 1956 pak byla testována a později sériově modifikována úprava s dodatečnou montáží zatahovací trubice pro tankování paliva za letu. Do konce výroby typu v listopadu 1959, bylo vyrobeno celkem 523 Demonů. Byl to první americký palubní stíhač, schopný díky radaru Hughes AN/APQG-51A operovat v každém počasí. Ten nahradil méně výkonné radary Westinghouse APG-50 používané na starších F3H-1N a prvních sériových -2N.
Standardní výzbrojí F3H-2N byly 4 kanóny Colt-Browning Mk 12, ráže 20 mm. Později byla horní dvojice kanónů odstraněna, aby se ušetřila hmotnost letounu. Dne 16. září 1955 vzlétla přepadová varianta F3H-2M, která byla schopná nést střely vzduch-vzduch AIM-7 Sparrow I a od roku 1956 i infranaváděné řízené rakety AIM-9 Sidewinder. Letouny obvykle nesly oba typy střel. Na vnitřní dvojici závěsníků pak byl pověšen pár střel Sparrow a na vnějších pár střel Sidewinder. Když byly F3H používány k protivzdušné obraně letadlových lodí, nepoužívaly kanóny. Ty byly instalovány a používány při konkrétních akcích, jakou byla Kubánská krize, ve kterých se daly očekávat mise s útoky proti pozemním cílům. Průzkumná verze F3H-2P nebyla nikdy realizována.
V roce 1962 došlo ke změně označení amerických letadel a F3H se změnil na F-3. Z F3H-2N se stal F-3C, zatímco F3H-2M byl přeznačen na MF-3B a F3H-2 jednoduše na F-3B.
F3H byl hlavním palubním stíhačem US Navy až do roku 1962, kdy ho v této roli nahradil McDonnell F-4 Phantom II. Ten byl vlastně nejprve vyvíjen jako takový "Super Demon", tedy větší a výkonnější varianta F3H. Tento koncept se později objevil například u typu McDonnell Douglas F/A-18 Hornet, kdy varianta F/A-18E/F, byla také mnohem větší, než původní verze.
Přestože byl F3H vyvíjen v době korejské války, nebyl nikdy bojově nasazen. Poslední jednotka s F3H, squadrona VF-161 Chargers, vyměnila své Demony za nové Phantomy v září 1964. Díky výbornému výhledu z pilotního prostoru byl Demon přezdíván "The Chair".

## Nasazení

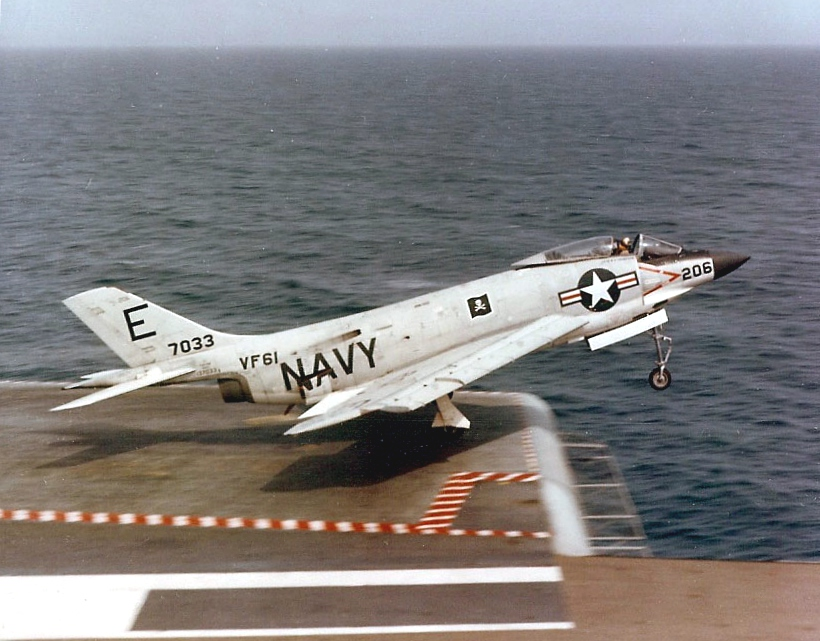
F3H-2M jednotky VF-61 vzlétá z letadlové lodi USS FD Roosevelt (CVA-42), 1957

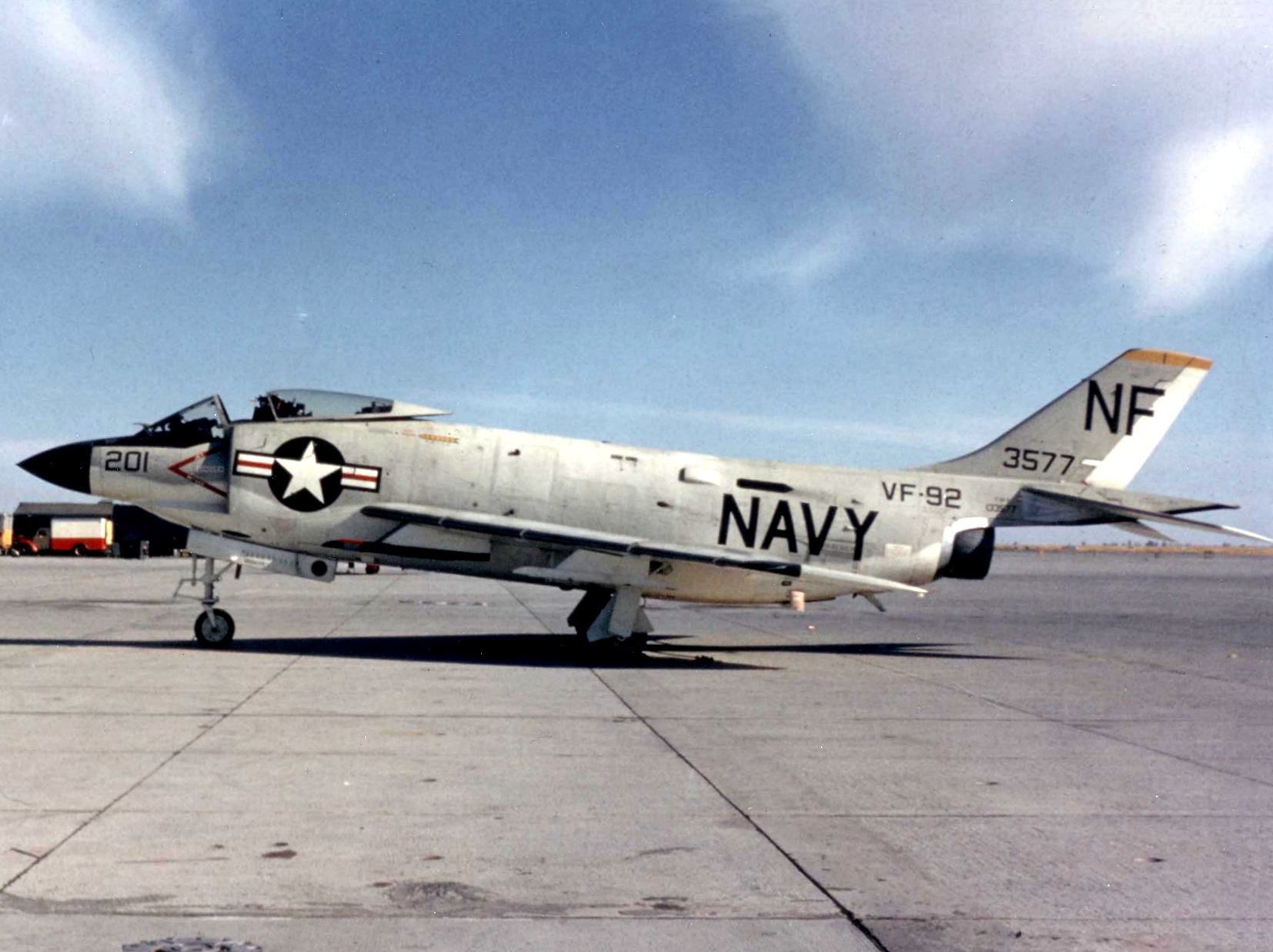
F-3B Demon, VF-92, 1963

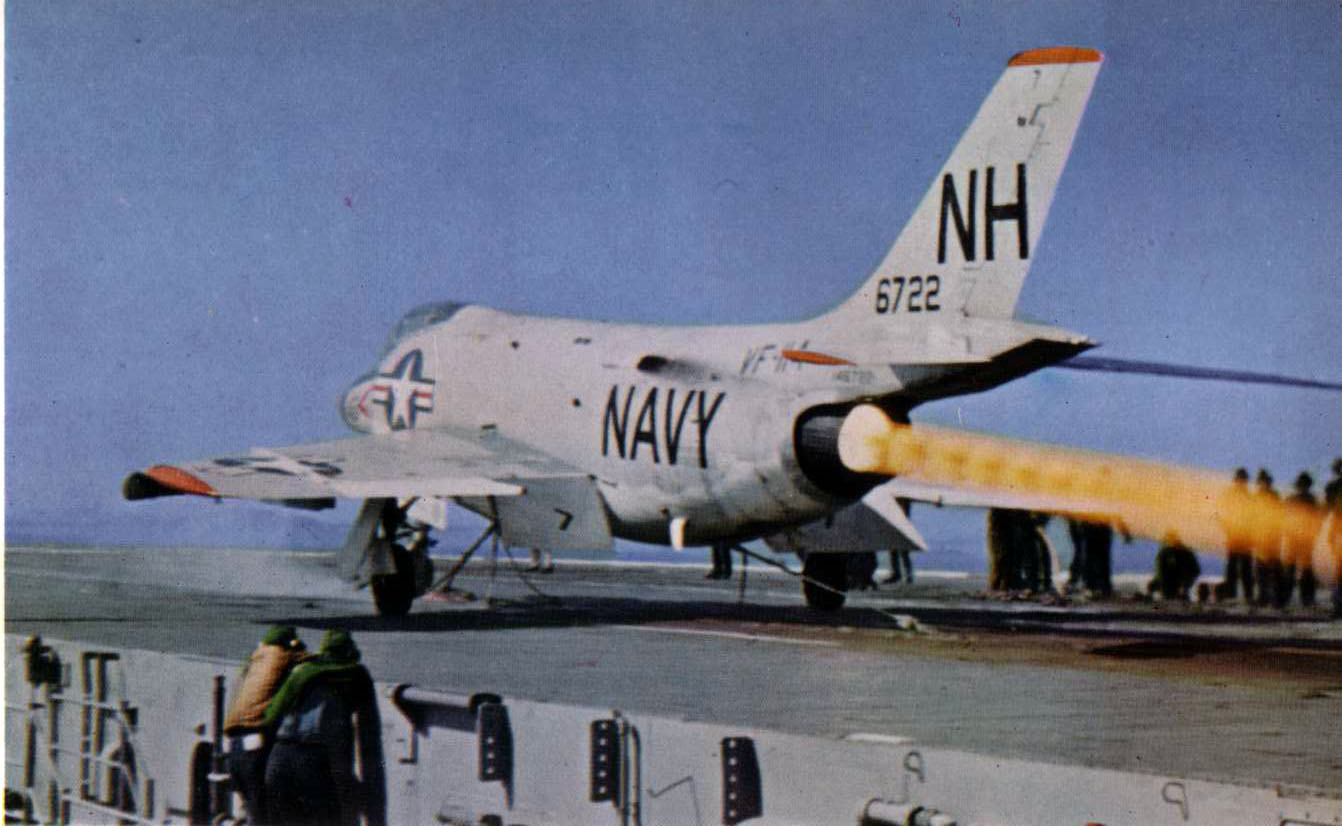
F3H, VF-114, 1960

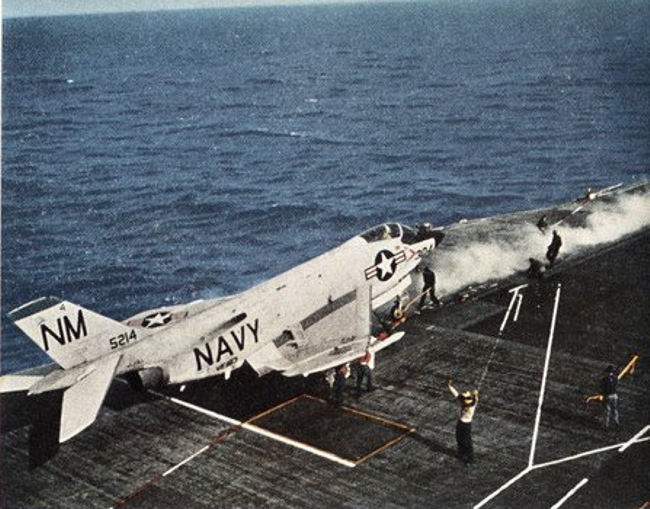
F3H-2 Demon, VF-193, USS Bon Homme Richard (CVA-31), 1959

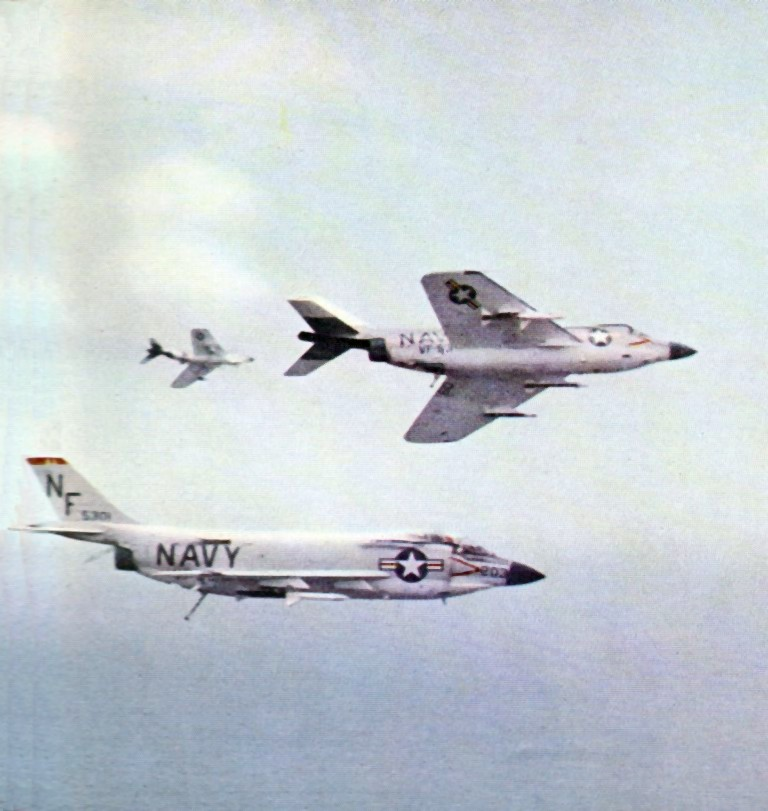
F3H-2 Demon, VF-53, 1961

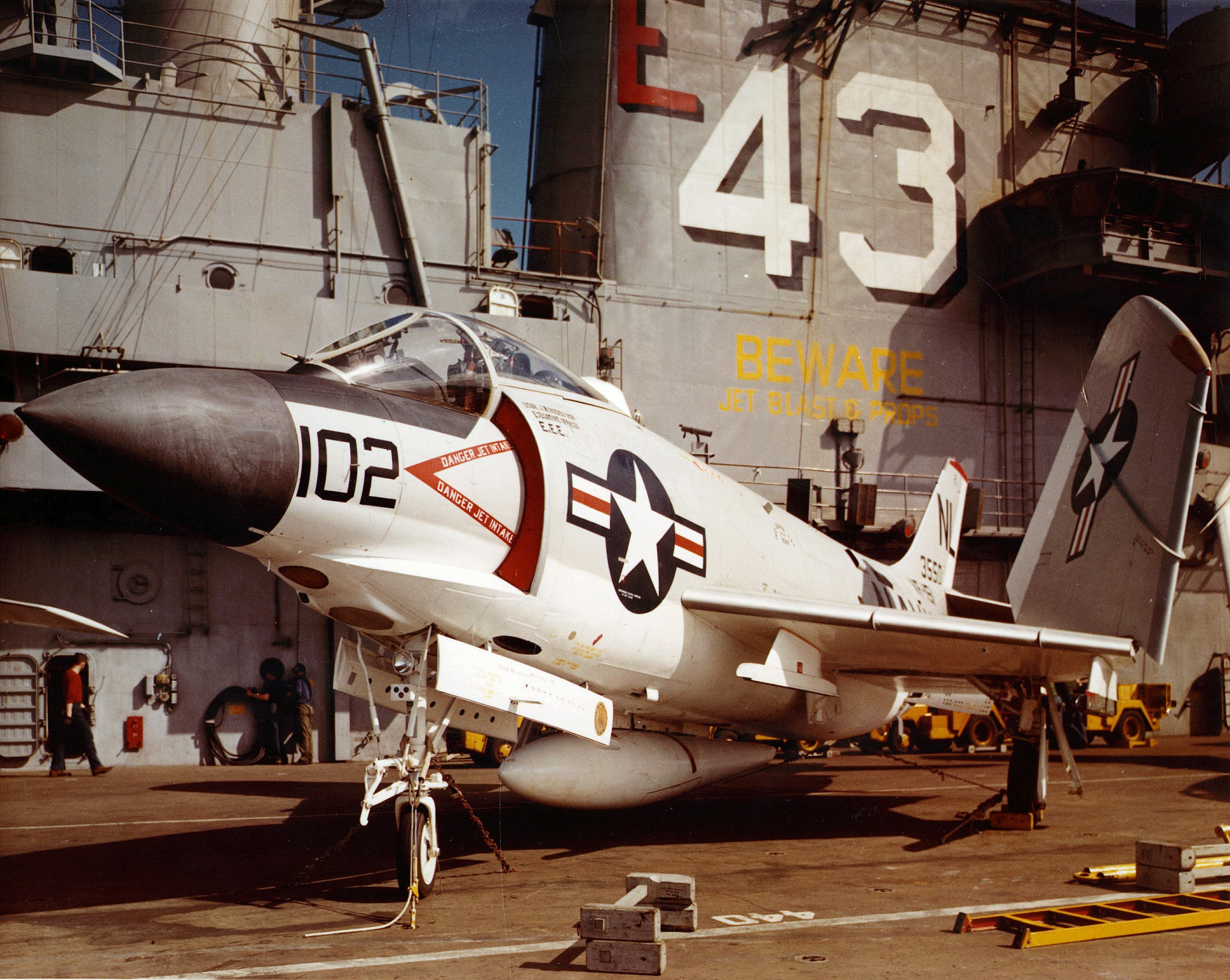
F3H-2N, USS Coral Sea (CVA-43), 1961

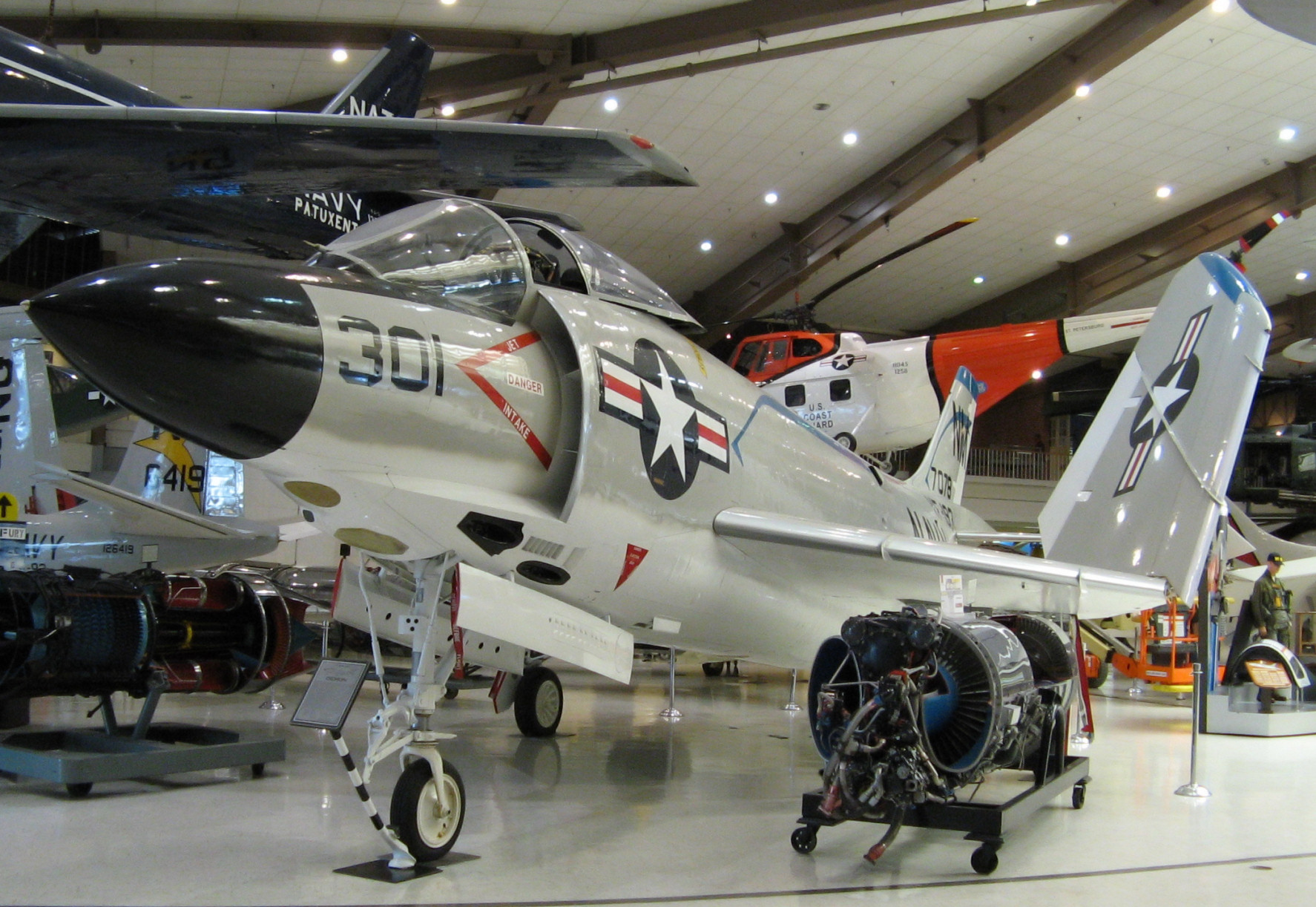
McDonnell F3H Demon, Naval Aviation Museum, NAS Pensacola, Florida

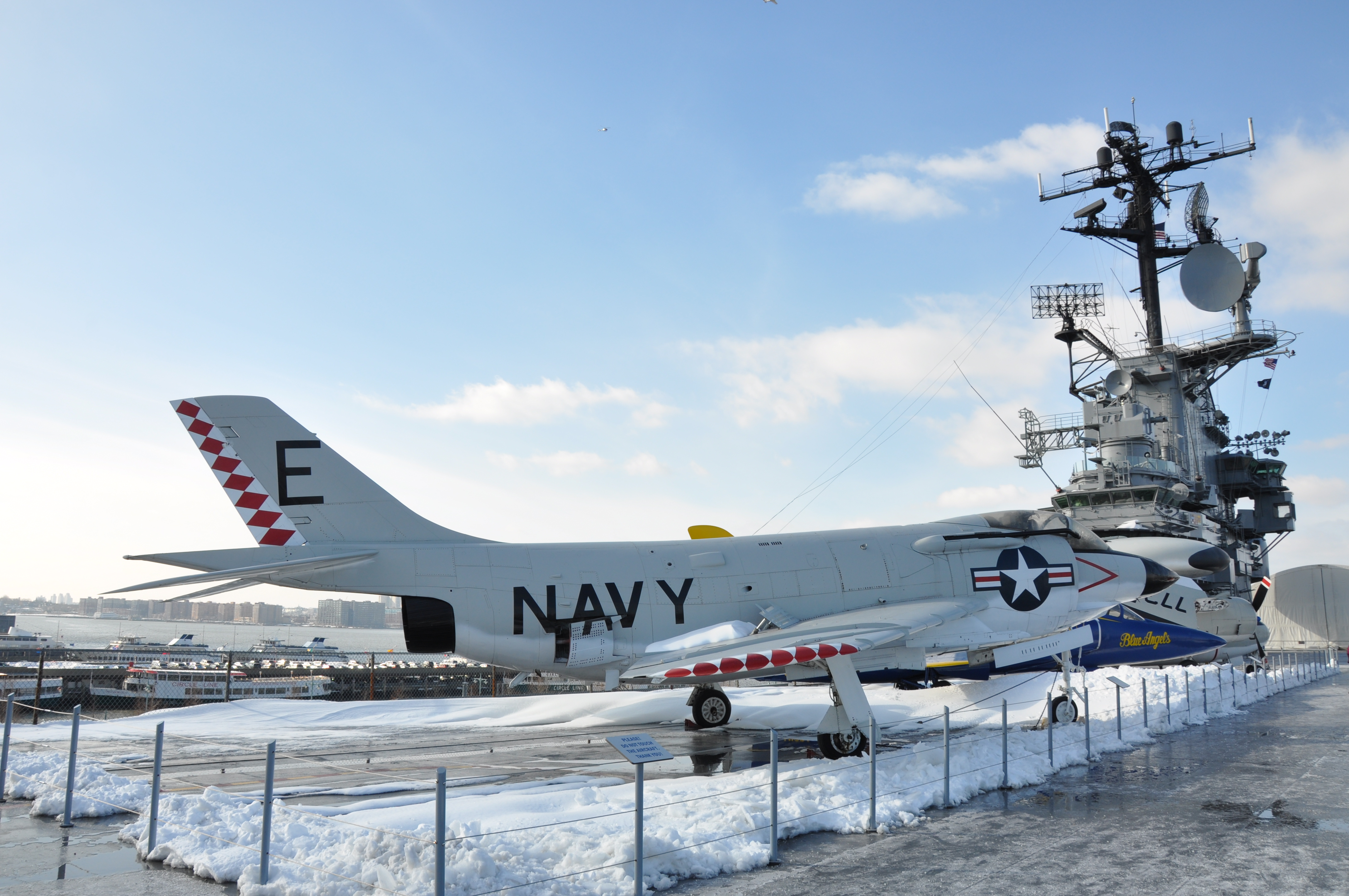
McDonnell F3H Demon, USS Intrepid

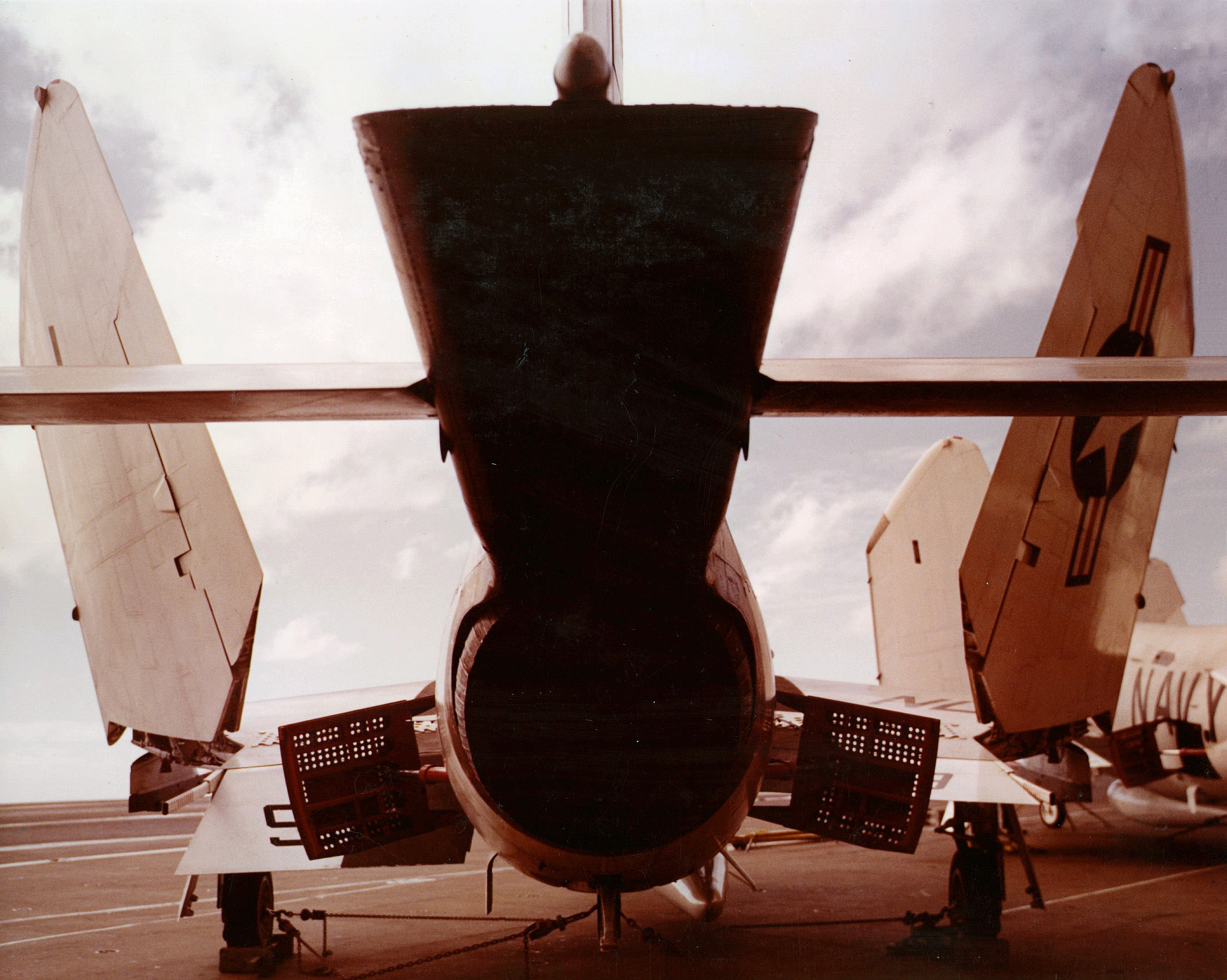
F3H-2 na palubě USS Coral Sea, 1961

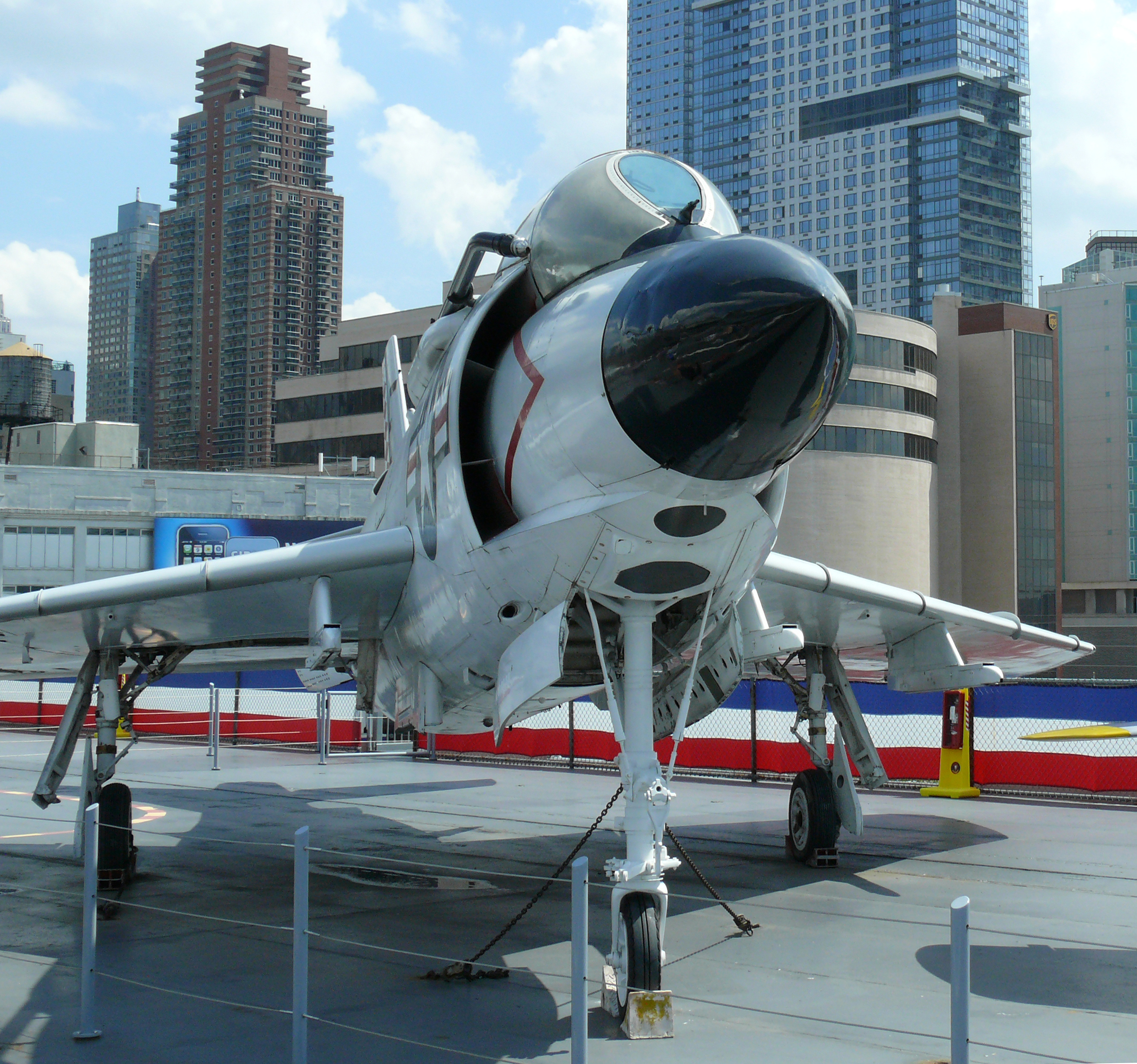
McDonnell F3H Demon

Počátkem jara roku 1956 typ F3H-2 Demon dozrál k operační službě a byl zaveden u smíšené squadrony VC-3 na letišti NAS Moffet Field v Kalifornii. Její náplní byl výcvik létajícího a pozemního personálu, včetně bojové činnosti a létání podle přístrojů.
K 1. červenci 1956 se jednotka včlenila do squadrony VF(AM)-3, specializované na nácvik bojové činnosti za každého počasí. Její část s Demony F3H-2N, Detachment Bravo, zůstala na Moffet Fieldu. Demony, později i verzí F3H-2M a F3H-2, sloužily u VF(AW)-3 devět let.
V březnu 1956 se variantou F3H-2N přezbrojila první operační squadrona VF-14 „Top Hatters“ podléhající atlantickému velení US Navy (AIRLANT). Její stálou pozemní základnou byla NAS Cecil Field. První operační nasazení VF-14 s Demony prodělala v průběhu roku 1957 ve Středomoří na palubě lodi USS Forrestal (CV-59). V roce 1959 začaly její téměř nepřerušené túry s lodí USS Franklin D. Roosevelt (CV-42) ve Středomoří a Atlantiku, probíhající s malými přestávkami v létech 1960–1963. V roce 1964 byla přezbrojena na McDonnell F-4 Phantom II.
V květnu 1956 byla Demony vyzbrojena i první operační squadrona pacifického velitelství (AIRPAC). Byla jí VF-124 „Moonshiners“, jejíž piloti prošli výcvikem u VC-3. „Moonshiners“ původně létali ze své domovské základny NAS Miramar s letouny Vought F7U Cutlass a svou první operační túru s Demony absolvovali na lodi USS Lexington (CV-16) v roce 1957. Plavba západním Pacifikem byla pro tuto jednotku také poslední. Po návratu do Miramaru se věnovala pouze cvičnému létání z pozemní základny a v dubnu 1958 se včlenila do squadrony VF-121.
Ještě v roce 1956 pak následovaly další operační squadrony obou velitelství. U AIRLANT to byly u Air Groups CVG-1, CVG-3 a CVG-7 jednotky VF-31, VF-101 a VF-82, u AIRPAC pak VF-112. Následujícího roku a později přišly na řadu zbývající VF-41, VF-61, VF-13, VF-131 a VF-161 atlantického velitelství a VF-24, VF-21, VF-64, VF-53, VF-92 (VF-54), VF-114, VF-121, VF-141, VF-151, VF-161, VF-193 a VF-213 u velitelství pacifického.
Squadrona VF-31 „Tomcatters“ měla základnu na NAS Cecil Field. Celkem uskutečnila pět plaveb na lodi USS Saratoga (CV-60). Při jedné z nich v roce 1958 se účastnila akcí v souvislosti s libanonskou krizí a v roce 1962 fungovala jako součást blokády ostrova Kuba. Její operační činnost s Demony verzí F3H-2N, F3H-2M i F3H-2 skončila v říjnu 1962, kdy začalo její přezbrojování na stroje Phantom II.
Squadrona VF-101 „Grim Reapers“ byla s Demony přeškolovací jednotkou, která měla základnu na NAS (Naval Air Station) Key West. Kromě varianty F3H-2 používala rovněž letouny Douglas F4D Skyray, Lockheed T-33 Shooting Star (TV-2) a McDonnell F2H Banshee. V roce 1962 u ní Demony a Skyraye vystřídaly Phantomy II.
Squadrona VF-82 „Iron Men“ měla pozemní základnu na NAS Oceana a nové Demony F3H-2N vyměnila v roce 1956 za dosluhující F2H-3 Banshee. VF-82 nepodnikala operační túry na lodích a Demony vyřadila již v roce 1958.
Atlantická squadrona VF-41 „Black Aces“ létala rovněž z NAS Oceana spolu s VF-82, ale Demony obdržela až v létech 1957–58. Po krátkou dobu měla smíšenou výzbroj typů Banshee a Demon. V roce 1959 získala první místo v soutěži Top Gun a trvale si držela místo nejlépe hodnocené jednotky s Demony. Jednotka nejvíce času strávila při operačních prověrkách nové letadlové lodi USS Independence (CV-62). V létech 1960-61 s ní podnikla operační plavbu ve Středomoří. V únoru 1962 měla již ve výzbroji Phantomy II.
Squadrona VF-61 „Jolly Rogers“ se na NAS Oceana s letounem Demon seznámila v roce 1956, následující rok byla již s novým strojem plně operační. V dubnu 1957 létala z lodi USS Franklin D.Roosevelt, v květnu byla převelena na USS Saratoga (CV-60) a v červenci se vrátila do Virginie na NAS Oceana, kde se účastnila cvičení Lantflex 1-57 s ostrými střelbami raketami. V srpnu až říjnu se opět vrátila na palubu Saratogy jako součást bojového uskupení Task Group 28 při cvičeních Intex, Sea Spray, Strike Back a Pipe Down, které bylo cvičením NATO. Při této příležitosti Demony VF-61 létaly také z britské letadlové lodi HMS Ark Royal. V listopadu již squadrona operovala z lodi USS Forrestal (CV-59). V roce 1958 VF-61 létala jen z pozemních základen a uskutečňovala také dálkové přelety. F3H-2N „Jolly Rogers“ se tak objevovaly nejen na NAS Roosevelt Roads na Portoriku, ale i na spojeneckých základnách Port Lyautey ve Francouzském Maroku a italské Neapoli. V roce 1959 byla squadrona uzemněna a následně rozpuštěna.
V září 1962 nahradily letouny Douglas F4D Skyray nové Demony F-3B u squadrony VF-13 „Agressors“. Tento útvar se z paluby USS Independence účastnil blokády Kuby, koncem roku 1962 létal z lodi USS Lexington a po krátké přestávce na NAS Cecil Field se přemístil na loď USS Shangri-La a spolu s ní nasazen v Karibském moři. Na této lodi pak jednotka VF-13 zůstala do roku 1963, kdy se přemístila do Středozemí. Zde pak jako poslední operační jednotka Demonů AIRLANT setrvala až do května 1964. Po návratu do USA byla přezbrojena na letouny Vought F-8 Crusader.
Pro službu na nové letadlové lodi USS Constellation (CV-64) byla v srpnu 1961 ustavena squadrona VF-131 „Nightcappers“ s Demony. Své palubní zkoušky zakončila v lednu na lodi USS Independence a od března do května operovala ze své mateřské lodi v okolí základny Guantanamo. V polovině května USS Constellation převedli k velitelství AIRPAC a jednotka VF-131 byla i s leteckou skupinou CVG-13 zrušena. Pozemní základnou „Nightcappers“ byla NAS Cecil Field.
Poslední jednotkou Demonů atlantického velitelství se stala VF-161 „Chargers“. Squadrona byla utvořena na NAS Cecil Field v září 1960. V roce 1961 ji bez předchozí túry na letadlové lodi přemístili k pacifickému velitelství na NAS Miramar. Odtud pak útvar podnikl dvě plavby s lodí USS Oriskany (CV-34). V září 1964 se VF-161 přezbrojila na typ F-4B.
Pacifické velitelství mělo u Air Groups CVG-2, CVG-5, CVG-9, CVG-11, CVG-12, CVG-14, CVG-15, CVG-16, CVG-19, CVG-21 a ATG-1 dalších 13 squadron. Jednotka VF-24 „Corsairs“ obdržela Demony varianty F3H-2M v létě 1957. od léta do prosince 1958, kdy přezbrojila na typ Grumman F-11F Tiger, uskutečnila túru na lodi USS Lexington.
Na základně NAS Miramar měla své domovské letiště i VF-112, která Demony používala od zimy 1956 do února 1959. Podnikala pacifické plavby na lodích USS Ticonderoga (CV-14), USS Midway (CV-41), USS Lexington a USS Kearsarge (CV-33). Na jaře 1959 vyměnila na Miramaru své Demony za letouny North American FJ-4B Fury a přeznačena na VA-112.
Squadrona VF-21 „Freelancers“ s Demony začala létat jako VF-64. V roce 1962 přezbrojila na F-4B a její Demony přešly pod VF-121 jako cvičné. S označením VF-21 operovala z NAS Miramar a uskutečnila tři operační túry na lodi USS Midway.
V roce 1959 se označení squadrony VF-64 „Freelancers“ změnilo na VF-21. S původním označením stačila VF-64 uskutečnit v rozmezí let 1958–1959 operační plavbu na letadlové lodi USS Midway.
Z původní squadrony VF-123 s letouny Grumman F9F Panther vznikla roku 1959 nová VF-53 „Blue Knights“ s novými F3H-2N. V létech 1960 a 1961 jednotka absolvovala tři operační túry na letadlové lodi USS Ticonderoga (CV-14). V létě 1962 na základně NAS Almeda přešla na typ F-4B.
Squadrona VF-92 „Silver Knights“ převzala první Demony v květnu 1959. V létech 1960 a 1961 uskutečnila dvě plavby s lodí USS Ranger (CV-61). Po zařazení z Letecké skupiny CVG-9 do CVG-5, již pod označením VF-54, uskutečnila túru na USS Lexington. V září 1962 se po plavbě kolem Hornova mysu squadrona navrátila na NAS Miramar a následně absolvovala ještě túru na letadlové lodi USS Ticonderoga. V srpnu 1963 přezbrojila z Demonů na Phantomy II a v říjnu obdržela původní označení VF-92.
Na NAS Alamada sídlila squadrona VF-122 „Black Angels“. Tato jednotka převzala Demony v roce 1957 a v létě téhož roku se kvalifikovala pro palubní službu na zkušební plavbě s lodí USS Kearsarge. Od srpna 1957 byla umístěna na lodi USS Ticonderoga. V březnu 1958 se VF-122 na CV-14 zapojila do lokálního konfliktu mezi kontinentální Čínou a Tchaj-wanem. O několik dní později se objevila ve vodách Indonésie, kde tou dobou vypukl politický převrat. Po této akci opět vplula do jihočínského moře. Při této plavbě VF-122 přišla o čtyři Demony při haváriích a dva piloty.
Squadrona VF-114 „Aardvarks“ dostala Demony v roce 1957 a o rok později absolvovala službu na letadlové lodi USS Shangri La. V roce 1959 následovala další, při níž bez ztrát nalétala 2000 hodin a provedla 1300 přistání na palubě. V roce 1960 se nalodila k sedmiměsíční túře na lodi USS Hancock (CV-19), po níž byla v roce 1961 na NAS Miramar přezbrojena na stoje Phantom II.
V dubnu 1958 se do squadrony VF-121 „Peacemakers“ včlenila zrušená squadrona VF-124 vyzbrojená Demony. VF-121 měla status stálé doplňovací jednotky, od níž přicházeli vycvičení piloti k ostatním operačním útvarům. VF-121 se základnou NAS Los Alamitos kromě typu Demon létala v té době také se stroji Tiger, Banshee a Skynight.
Squadrona VF-141 „Iron Angels“ se přezbrojila z typu Douglas F4D Skyray na F3H-2N Demon k 27. červenci 1959. Ze základny NAS Miramar nejprve odlétla v říjnu na první túru na lodi USS Oriskany (CV-34), druhou pak absolvovala v listopadu. V únoru a březnu 1960 následovaly další plavby s touto lodí. V dubnu se pak „Iron Angels“ nalodili na devítiměsíční operační nasazení, během níž se účastnili cvičení Slo Gin, Square Knot a Checkertail. V roce 1961 došlo u jednotky ke kompletní výměně pilotů a na jaře se jednotka opětně kvalifikovala na lodi Oriskany. Následně na pozemní základně MCAAS Yuma absolvovala výcvik v boji v noci a za každého počasí. Po výcviku ve střelbě raketami Sidewinder z domovské základny Miramar se VF-141 nalodila na USS Lexington, aby absolvovala noční kvalifikační zkoušky. V listopadu 1961 se účastnila poslední túry trvající až do června 1962. Poté jednotka vyměnila na své domovské základně Demony za nové Crusadery.
Na základně NAS Moffet Field měla základnu squadrona VF-193 „Ghost Riders“, která používala Demony od roku 1957 do roku 1963. Jednotka se během této doby účastnila čtyř operačních plaveb na lodi USS Bon Homme Richard. První proběhla od listopadu 1958 do června 1959, druhá od listopadu 1959 do května 1960, třetí od dubna do prosince 1961 a poslední od července 1962 do února 1963. V tomto roce obdržela první F-4B a byla přeznačena na VF-142.
Poslední jednotkou pacifického velitelství s letouny Demon byla squadrona VF-213 „Black Lions“. Na domovské základně NAS Moffet Field převzala nové F3H-2 v prosinci 1959 náhradou za dosavadní F4D-1. První námořní plavbu s Demony absolvovala na lodi USS Hancock v březnu 1960. Při návratu na Moffet Field havaroval při přístrojovém přiblížení na přistání velitel squadrony Cdr. Thompson a útvar byl poslán k dalšímu výcviku. V květnu 1960 se VF-213 vrátila na loď USS Lexington k opakované kvalifikaci. V říjnu pak následovala další, nyní již operační plavba. V období od října 1960 do června 1961 VF-213 s lodí Lexington absolvovala v Pacifiku tři cvičení. Steeple Jack, při kterém hlídkovala nad Sedmou flotilou, v únoru předváděla svou výzbroj velení SEATO a při třetím Grass Shack imitovala nepřátelská letadla, snažící se proniknout systémem protivzdušné obrany NORAD. Předtím, v březnu 1961, se piloti VF-213 na okinawské střelnici cvičili v ostrých střelbách raketami Sparrow III. V červenci 1961 se VF-213 přemístila na základnu NAS Miramar a pokračovala ve výcviku. Noví piloti pak prošli kvalifikačními zkouškami na lodích USS Coral Sea, USS Oriskany a USS Hancock. Od února do října 1962 se Demony „Black Lions“ plavily na USS Hancock, se kterou se účastnily cvičení Tulungun. Během cvičení squadrona spolupracovala i s letouny Royal Navy de Havilland Sea Vixen a Supermarine Scimitar z letadlové lodi HMS Ark Royal a také z britské lodi létala. Před poslední túrou s lodí USS Hancock od června do prosince 1963 jednotka absolvovala šest krátkých působení na lodi, při kterých se kvalifikovali noví piloti. Při operační plavbě pak VF-213 létala i z pozemního letiště v Hongkongu.
Demony létaly rovněž u neoperačních zkušebních jednotek. Tou nejdůležitější bylo zkušební námořní letecké středisko NATC na základně Patuxent River ve státě Maryland. V něm vybraní zkušební piloti a technici testují ve specializovaných odděleních všechny letouny US Navy před přijetím do výzbroje.
Dalším významným střediskem, kde se Demony testovaly, byla i Naval Ordnance Test Station na základně NAF China Lake v Kalifornii. Úkolem NOTS je ověřovat podvěsnou výzbroj a palubní hlavňové zbraně.
Demony se také objevily na NAS Lakehurst v New Jersey u NATF, kde se na pozemním zařízení testovaly katapultové vzlety, nucené brzdění záchytným hákem a nouzové zastavování zdvihací bariérou.
Rakety Sparrow I a III s radarovým naváděním a později i infračervené Sidewinder, se zkoušely společně s Demony u Naval Missile Center v Point Mugu ve státě Kalifornie u squadrony VX-4. Demony verze F3H-2M (MF-3B) a později také F3H-2 (F-3B) létaly v Point Mugu i po vyřazení Demonů ze služby u squadron a rakety spolu s palubními systémy testovaly až do konce 60. let. Jednotlivé Demony VX-4 se v létech 1957 až 1958 objevovaly při zkouškách i na letadlových lodích, např. USS Midway.

## Varianty
- XF3H-1 – 2 prototypy F3H.
- F3H-1N – Stíhací verze. Verze s motorem Westinghouse J40.
- F3H-1P – Průzkumná verze F3H-1. Nerealizováno.
- F3H-2 (F-3B) – Stíhací verze. Přepracovaný F3H-1 s novým motorem Allison J71, upraveným trupem a větším křídlem.
- F3H-2N (F-3C) – Stíhací verze. Vylepšená varianta F3H-2.
- F3H-2M (MF-3B) – Stíhací verze. Upraven pro nesení řízených střel.
- F3H-2P – Průzkumná varianta F3H-2. Nerealizováno.
- F3H-3 – Další vylepšení F3H-2. Nerealizováno.

## Specifikace (F3H-2)

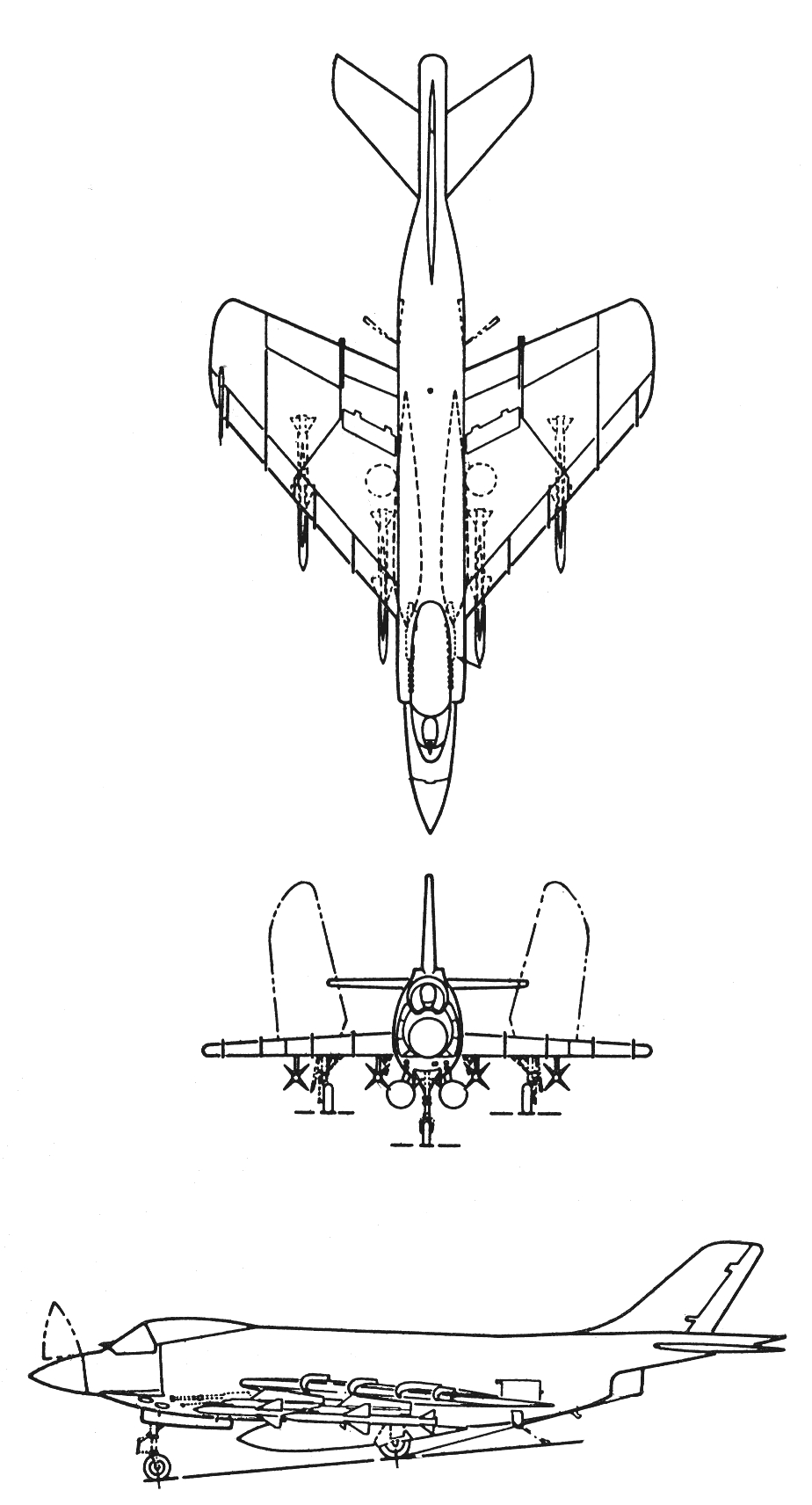
Třípohledový nákres F3H

### Technické údaje
- Osádka: 1
- Rozpětí: 10,77 m
- Délka: 17,98 m
- Výška: 4,45 m
- Plocha: 41,1 m²
- Hmotnost prázdného letounu: 9656 kg
- Vzletová hmotnost: 14 127 kg
- Max. vzletová hmotnost: 17 700 kg
- Pohonná jednotka: 1 × proudový motor Westinghouse J40-WE-22
  - Tah motoru: 64 kN

### Výkony
- Maximální rychlost: 1152 km/h
- Dostup: 13 000 m
- Stoupavost: 72,9 m/s
- Plošné zatížení: 293 kg/m²
- Dolet: 2900 km

### Výzbroj
- 4 × 20mm kanón Colt-Browning Mk. 12 (po 150 nábojích)
- až 4 × AIM-9 Sidewinder či AIM-7 Sparrow (pozdější verze)
- až 2 720 kg pum
- neřízené protiletadlové rakety Mighty Mouse